# Anaxipha obscuripennis
Anaxipha obscuripennis är en insektsart som först beskrevs av Lucien Chopard 1930.  Anaxipha obscuripennis ingår i släktet Anaxipha och familjen syrsor. Inga underarter finns listade i Catalogue of Life.